# الکس کراس
الکس کراس (انگلیسی: Alex Cross) فیلمی در ژانر اکشن و جنایی به کارگردانی راب کوهن است که در سال ۲۰۱۲ منتشر شد.

## خلاصه فیلم
وقتی به الکس کراس که یکی از کارآگاهان شهر واشینگتن است گفته می‌شود که یکی از اعضای خانواده‌اش به قتل رسیده، او قسم می‌خورد تا قاتل را پیدا کند. به زودی کارآگاه متوجه می‌شود فرد مقتول تنها قربانی ماجرا نیست و جریان آن‌طور که او فکر می‌کرده نبوده‌است…